# Грабчак Володимир Іванович
Володи́мир Іва́нович Грабча́к — доктор технічних наук, професор, полковник Збройних сил України.

## З життєпису
Від 2009 року — начальник Наукового центру Сухопутних військ.
З травня 2022 року — заступник начальника Національної академії сухопутних військ імені гетьмана Петра Сагайдачного з наукової роботи.
З дружиною та сином проживають у Львові.

## Серед патентів
- «Спосіб криптографічного перетворення інформації з використанням каскадних кодів», 2008, співавтори Стасєв Юрій Володимирович, Євсеєв Сергій Петрович, Кавун Сергій Віталійович, Кузнецов Олександр Олександрович, Корольов Роман Володимирович, Кужель Ігор Євгенович.